# 慶保
慶保（？—？），字佑之，號蕉園，室名蘭雪堂，章佳氏，滿洲鑲黃旗人，清朝官員。

## 生平
嘉庆五年（1800年）八月，任泉州府知府。嘉慶六年（1801年）奉旨擔任按察使銜分巡台灣兵備道，並於翌年代理台灣府知府，為台灣清治時期這階段的地方統治者。巡道任內曾在嘉慶十一年（1806年）捐資改建巡道署旁的魁星堂與敬字堂，增加設施後整合成「中社書院」（後來改稱奎樓書院）。
嘉庆二十年（1815年）二月二十八日，由贵州巡抚调任廣西巡撫。嘉庆二十二年（1817年）九月十二日，升任湖广总督。道光朝任闽浙总督、广州将军。
工花卉，善画蝶，常至苏州玄妙观写蝶，作品有《指画蛱蝶图》手卷（1810年）。著有《蘭雪堂集》。

## 家庭
- 父雍正元年（1723年）癸卯恩科进士、文華殿大學士文端公尹繼善。
- 胞兄文淵閣大學士文恪公慶桂。